# Moriat
Moriat település Franciaországban, Puy-de-Dôme megyében. Lakosainak száma 388 fő (2022. január 1.). Moriat Chambezon, Lempdes-sur-Allagnon, Sainte-Florine, Charbonnier-les-Mines, Saint-Gervazy és Vichel községekkel határos.

## Népesség
A település népességének változása:
| Lakosok száma | 372  | 362  | 376  | 366  | 373  | 380  | 387  | 387  | 388  |
|               | 2013 | 2015 | 2016 | 2017 | 2018 | 2019 | 2020 | 2021 | 2022 |